# Colle di Creto
Il colle di Creto o passo di Creto è un valico dell'Appennino ligure posto a 603 m s.l.m..

## Descrizione

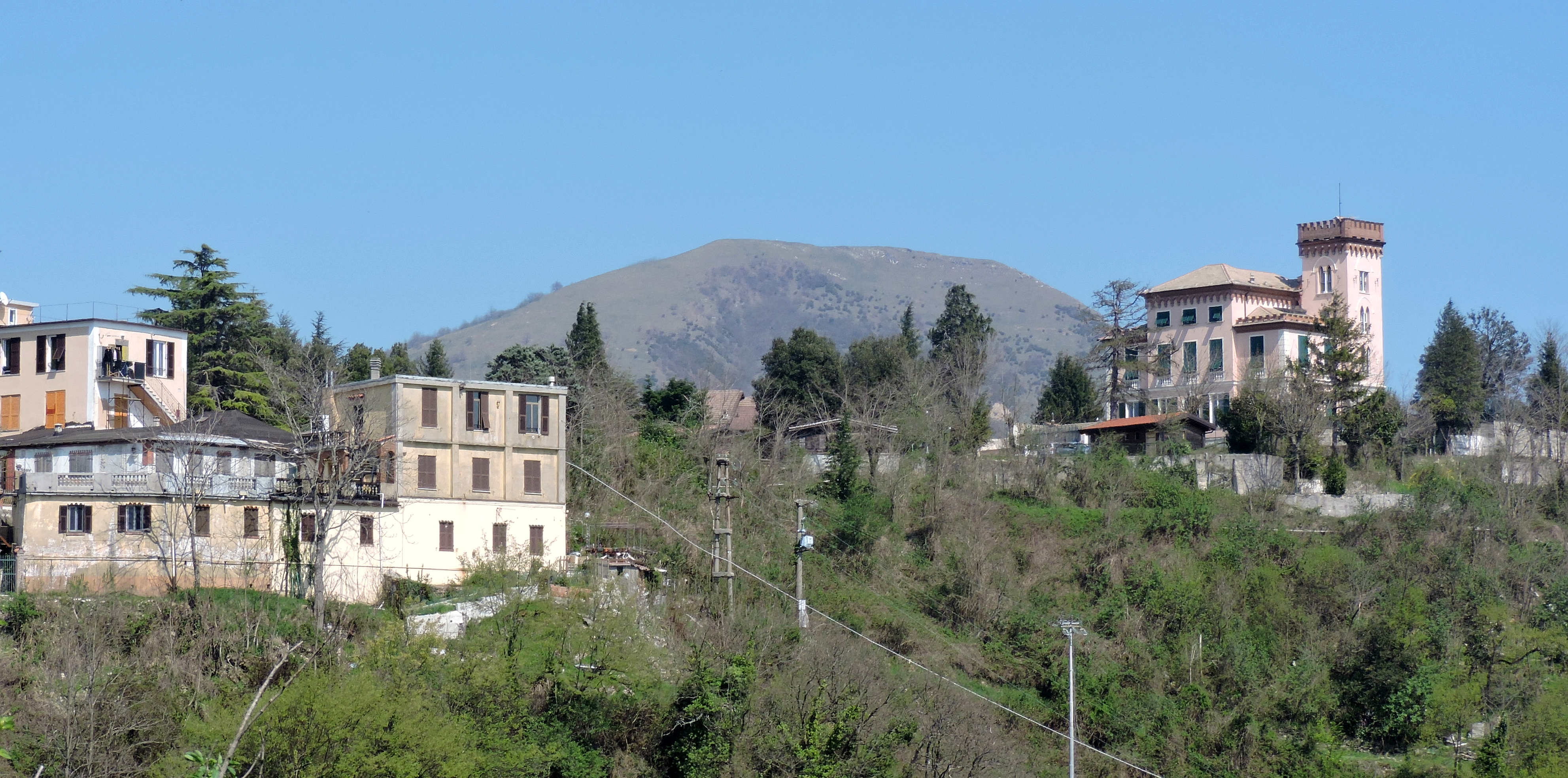
Vista lato Bisagno, sullo sfondo il monte Alpesisa

Il passo si trova sullo spartiacque Ligure/Padano al confine tra l'alta valle Scrivia (a nord) e la Val Bisagno (a sud). Si apre tra il monte Alpe (800 m, a nord-ovest) e il monte Cornua (832 m, a est). È attraversato dalla Strada Provinciale n.13 di Creto che collega Montoggio con Struppa, in comune di Genova. Non lontano dal valico si trova la Grotta delle Fate, una cavità studiata dagli zoologi per la propria entomofauna cavernicola.

## Escursionismo e ciclismo
Al passo di Creto termina la tappa n.26 dell'Alta Via dei Monti Liguri Crocetta d'Orero - Colle di Creto e comincia la successiva tappa n.27 Colle di Creto - Passo della Scoffera. Per il valico transitano anche vari itinerari di mountain bike, ad esempio quello che parte da Righi. Alcune edizioni della classica corsa ciclistica Giro dell'Appennino sono transitate per il colle di Creto, che specie nella discesa verso Genova ha costituito uno dei tratti difficili della gara.
Anche la 17ª tappa Giro d'Italia (Meda > Genova) dell'anno 2000 transitò su questo colle.

## Motociclismo
Il colle è il punto di arrivo della gara motociclistica Doria-Creto, nata nel 1927 quando il percorso non era ancora asfaltato ed oggi diventata una manifestazione non competitiva.